# Ludność Lwówka Śląskiego
Lwówek Śląski, podobnie jak większość miast w Polsce, sukcesywnie traci liczbę ludności. Według prognoz Głównego Urzędu Statystycznego, w 2030 roku ludność Lwówka Śląskiego spadnie o około 9%, a miasto będzie zamieszkiwać około 8 tys. mieszkańców, a więc w stosunku do dziś ubędzie poniżej 1 tys. (ok. 10%) mieszkańców (Jelenia Góra straci około 20% mieszkańców). Jest to spowodowane ujemnym przyrostem naturalnym, a także tym, że większość nowych osiedli i dzielnic powstaje poza granicami administracyjnymi miasta (Płóczki Dolne, Mojesz, Rakowice Wielkie). Po II wojnie światowej najwięcej osób mieszkało w Lwówku Śląskim w 2000 r. Miasto liczyło wówczas 9983 mieszkańców.
Wg danych GUS z lat 2002-2019 wśród miast powyżej 50 tysięcy mieszkańców Jelenia Góra znajduje się w czołowej dziesiątce najszybciej wyludniających się miast Polski, a w pierwszej setce jest jeszcze Świeradów-Zdrój (- 10,4 %), a Szklarska Poręba straciła nieco mniej (- 9,8 %). Jeszcze gorsza sytuacja ma miejsce w Kamiennej Górze. Między 2002 a 2019 r. miejscowość opuściło 12,2 % mieszkańców. Równie szybko postępuje depopulacja Karpacza (- 12,1 %). Z innych dolnośląskich miejscowości w stosunku do 2002 r. Węgliniec traci 9,5 % mieszkańców, Wojcieszów 9,4% populacji, Bolków oraz Zgorzelec notują spadek po 9,2 %, Bogatynia 9,1 %, Lubawka 8,8 %, a okoliczna Świerzawa 8,6 %.
Z miast powiatu lwóweckiego wynik ujemny notują: Lwówek Śląski (- 9,8 %) i Gryfów Śl. (- 9 %).
Z wolniej wyludniających się miast, w których proces ten nie postępuje aż tak gwałtownie na 204 miejscu znalazł się Lubań (- 6,5 % – spadek o 1469 mieszkańców), a 244 lokata należy natomiast do Leśnej (- 5,9 % – spadek o 283 osoby).
Wśród okolicznych miast są dwa przypadki, w których ludność wzrosła w stosunku do 2002 r.: Nowogrodziec i Lubomierz. W Nowogrodźcu liczba mieszkańców wzrosła o 115 osób z 4110 do 4225 (+ 2,8 %). Natomiast Lubomierz od 2002 r. powiększył się o 236 nowych osób i dzięki temu o 3 jednostki przekroczył liczbę 2000 mieszkańców. W grupie miast, w których przybyło najwięcej mieszkańców Lubomierz zajął 44 miejsce.

## Wykaz statystyczny
- 1329 ~ ok. 11 000
- 1401 ~ ok. 4 000
- 1501 ~ ok. 6 500
- 1543 – 4 100
- 1601 – ponad 8 000
- 1617 – 6 000
- 1640 ~  ok. 960
- 1643 ~  ok. 150[6]
- 1740 – 1 495
- 1756 – 2 116
- 1771 – 2 198
- 1775 – 2 462
- 1776 – 2 475
- 1777 – 2 486
- 1778 – 2 433
- 1780 – 2 500
- 1784 – 2 597
- 1785 – 2 660
- 1786 – 2 724
- 1791 – 2 619
- 1797 – 3 928
- 1816 – 3 684
- 1825 – 3 552
- 1840 – 3 770
- 1861 – 4 628
- 1871 – 4 798
- 1885 – 4 720
- 1905 – 5 682
- 1920 – 6 319
- 1941 – 6 063
- 1945 – 6 238
- 1950 – 3 411
- 1960 – 5 517
- 1970 – 6 714
- 1978 – 7 776
- 1988 – 9 312
- 1995 – 9 435
- 1996 – 9 406
- 1997 – 9 317
- 1998 – 9 269
- 1999 – 8 932
- 2000 – 9 983  (przyłączenie Płakowic)
- 2001 – 9 875
- 2002 – 9 823
- 2003 – 9 723
- 2004 – 9 807
- 2005 – 9 717
- 2006 – 9 631
- 2007 – 9 536
- 2008 – 9 434
- 2009 – 9350
- 2010 – 9480
- 2011 – 9 435[7]
- 2012 – 9 338
- 2013 – 9 271
- 2014 – 9 115[8]
- 2015 – 9 102
- 2016 –  9 051[9]
- 2017 – 8 895[10]
- 2018 – 8 870[11]
- 2019 – 8822[12]
- 2020 – 8753[12]
- 2021 – 8661[12] (I półrocze)

## Powierzchnia Lwówka Śląskiego
- 1990 – 7,48 km²
- 2000 – 16,65 km² (przyłączenie Płakowic)[13]